# الجامعة الإسلامية (مؤسسة)

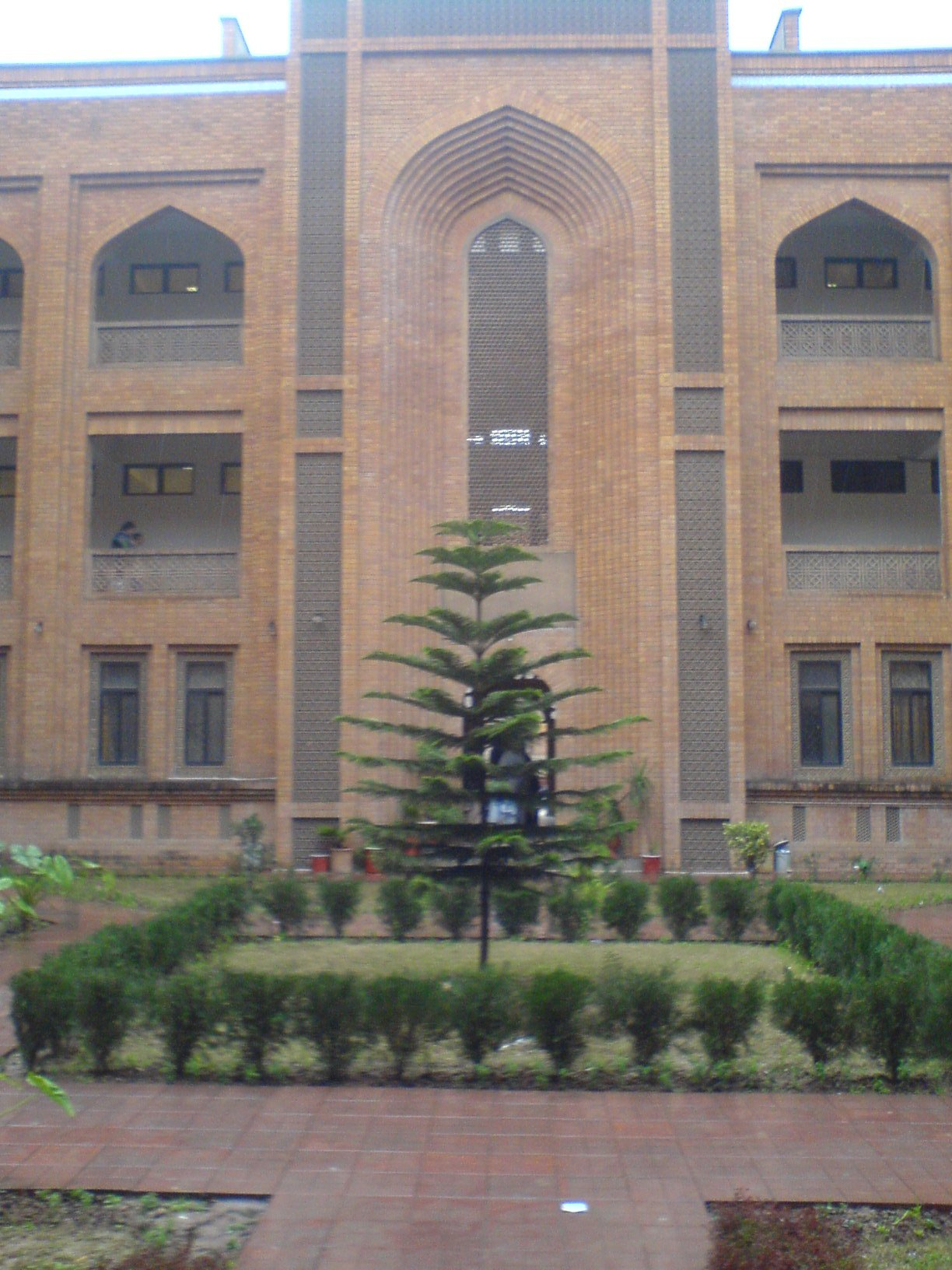
الجامعة الإسلامية العالمية (IIUI) – في إسلام آباد، باكستان

مصطلح «الجامعة الإسلامية»، وتسمى أحيانا الكتاتيب (بالعربية: مدرسة جامعة)، يمكن استخدامها لوصف المؤسسات التعليمية العلمانية التي أسسها أهل التقاليد الإسلامية وكذلك المؤسسات التي تركز على تدريس الإسلام كمنهاج رئيسي. يمكن أن تشير كلمة «المدرسة» إلى مؤسسة تعليمية إسلامية على أي مستوى، في حين أن كلمة الجامعة تعني بكلمة «مؤسسة تعليم عالي».
ومع ذلك، هناك العديد من المؤسسات التي تتضمن «الجامعة الإسلامية» باسمها بينما لا يتم توجيهها بالضرورة نحو تعاليم الإسلام (يشبه إلى حد كبير كيف لا تقوم الجامعة الكاثوليكية عمومًا بتدريس الكاثوليكية).